# MF Doom
Daniel Dumile, född 13 juli 1971 i London i Storbritannien, död 31 oktober 2020, var en amerikansk rappare och hiphopproducent som var känd under ett flertal artistnamn som han använt under sin karriär: Först Zev Love X, men mest känd var han under namnet MF Doom (senare dock förkortat till Doom). I sidoprojekt har han kallat sig bland annat King Geedorah, Metal Fingers och Viktor Vaughn.

## Stil
Doom använde ofta samplingar från gamla kultfilmer i sina beats, exempelvis de äldre Godzilla-filmerna. Doom uppträdde aldrig utan sin mask, därav namnet Metal Face Doom. Masken är från filmen Gladiator och en referens till superskurken Dr Doom från Fantastic Four.

## Diskografi

### MedKMD(urval)

#### Studioalbum
- 1991 – Mr. Hood
- 2001 – Black Bastards

### Solo

#### Studioalbum
- 1999 – Operation: Doomsday (som MF Doom)
- 2003 – Take Me to Your Leader (som King Geedorah)
- 2003 – Vaudeville Villain (som Viktor Vaughn)
- 2004 – Venomous Villain (som Viktor Vaughn)
- 2004 – Mm..Food (som MF Doom)
- 2009 – Born Like This (som Doom)

#### Livealbum
- 2005 – Live from Planet X (som MF Doom)

### Artistsamarbeten

#### Madvillain(tillsammans medMadlib)
- 2004 – Madvillainy
- 2008 – Madvillainy 2

#### Danger Doom(tillsammans medDanger Mouse)
- 2005 – The Mouse and the Mask
- 2006 – Occult Hymn

#### MA Doom(tillsammans medMasta Ace)
- 2012 – MA DOOM: Son of Yvonne

#### JJ Doom(tillsammans medJneiro Jarel)
- 2012 – Key to the Kuffs

### Instrumentella soloalbum som Metal Fingers
- 2001 – Special Herbs Vol. 1
- 2002 – Special Herbs Vol. 2
- 2003 – Special Herbs Vol. 3
- 2003 – Special Herbs Vol. 4
- 2003 – Special Herbs Vols. 4, 5 & 6
- 2004 – Special Herbs Vols. 5 & 6
- 2004 – Special Herbs Vols. 7 & 8
- 2005 – Special Herbs Vols. 9 & 0

### Samlingsalbum
- 2006 – Special Herbs: The Box Set Vol. 0-9 (som Metal Fingers)
- 2009 – Unexpected Guests (som Doom)